# Communauté de communes du Montois
La communauté de communes du Montois est une ancienne communauté de communes française, située dans le département de Seine-et-Marne en région Île-de-France.

## Historique
La Communauté de communes du Montois a été créée le 24 décembre 1998.
Elle fusionne avec la Communauté de communes de la Bassée pour former la Communauté de communes Bassée-Montois avec date d'effet de la fusion le 1er janvier 2014.

## Composition
Elle regroupait 19 communes adhérentes au 1er janvier 2013:
| Nom                         | Code Insee | Gentilé        | Superficie (km2) | Population (dernière pop. légale) | Densité (hab./km2) |
| --------------------------- | ---------- | -------------- | ---------------- | --------------------------------- | ------------------ |
| Donnemarie-Dontilly (siège) | 77159      | Donnemaritains | 12,07            | 2 923 (2014)                      | 242                |
| Cessoy-en-Montois           | 77068      | Cessoyens      | 5,26             | 210 (2014)                        | 40                 |
| Châtenay-sur-Seine          | 77101      | Chatenaisiens  | 13,03            | 994 (2014)                        | 76                 |
| Coutençon                   | 77140      | Coutençonnais  | 6,23             | 292 (2014)                        | 47                 |
| Égligny                     | 77167      | Églignyciens   | 16,58            | 324 (2014)                        | 20                 |
| Gurcy-le-Châtel             | 77223      | Gurcyssois     | 12,59            | 574 (2014)                        | 46                 |
| Jutigny                     | 77242      | Jutigniciens   | 4,60             | 539 (2014)                        | 117                |
| Lizines                     | 77256      | Lizinois       | 5,77             | 186 (2014)                        | 32                 |
| Luisetaines                 | 77263      | Lusitaniens    | 5,04             | 241 (2014)                        | 48                 |
| Meigneux                    | 77286      | Meigneusiens   | 7,76             | 249 (2014)                        | 32                 |
| Mons-en-Montois             | 77298      | Montoyens      | 6,23             | 476 (2014)                        | 76                 |
| Montigny-Lencoup            | 77311      | Montanussiens  | 20,37            | 1 322 (2014)                      | 65                 |
| Paroy                       | 77355      | Paroyens       | 4,25             | 176 (2014)                        | 41                 |
| Savins                      | 77446      | Savinois       | 6,60             | 604 (2014)                        | 92                 |
| Sigy                        | 77452      | Sigyssois      | 4,73             | 54 (2014)                         | 11                 |
| Sognolles-en-Montois        | 77454      | Sognolots      | 10,12            | 408 (2014)                        | 40                 |
| Thénisy                     | 77461      | Thénisiens     | 5,37             | 288 (2014)                        | 54                 |
| Villeneuve-les-Bordes       | 77509      | Villeneuvois   | 20,60            | 602 (2014)                        | 29                 |
| Vimpelles                   | 77524      | Vimpellois     | 11,33            | 518 (2014)                        | 46                 |

## Administration
La communauté est administrée par un conseil communautaire constitué de conseillers municipaux des communes membres.
- Mode de représentation: proportionnel
- Nombre total de délégués: 57
- Nombre de délégués par commune: 2 délégués de 0 à 250 habitants; 3 délégués de 251 à 400 habitants; 4 délégués de 401 à 2 000 habitants; 5 délégués pour plus de 2 001 habitants;
- Soit en moyenne: 1 délégué pour 189 habitants

### Liste des présidents
| Période | Période      | Identité          | Étiquette | Qualité                               |
| ------- | ------------ | ----------------- | --------- | ------------------------------------- |
| ?       | 31 déc. 2013 | Roger Denormandie |           | Agriculteur Maire de Montigny-Lencoup |

### Siège
3 impasse Saint-Martin, 77520 Donnemarie-Dontilly